# Onur Sağlam
Onur Sağlam (* 23. März 1993 in Hamburg) ist ein deutsch-türkischer Futsal- und Fußballspieler. Er ist Spieler des Futsal-Bundesligisten HSV-Panthers und spielt in der deutschen Futsalnationalmannschaft.

## Karriere

### Verein (Futsal)
Mit den HSV-Panthers, der Futsalabteilung des Hamburger SV, spielte Sağlam von 2017 bis zur Gründung der Futsal-Bundesliga 2021 in der bis dahin erstklassigen Futsal-Regionalliga Nord. Hier konnte er sich mit seinem Team mehrfach zum Meister dieser durchringen. In den Jahren 2019 und 2021 verpasste er mit den HSV-Panthers den Titel um die deutsche Meisterschaft nur knapp, durch jeweils zwei Niederlagen im Finale gegen den TSV Weilimdorf. Ebenfalls konnte er sich mit seinem Team zur Premieren-Saison der Futsal-Bundesliga qualifizieren, in welcher der vierte Platz erreicht wurde. In den Meisterschafts-Playoffs scheiterte das Team im Halbfinale am Stuttgarter Futsal Club.

### Verein (Fußball)
Nach je einem Jahr beim Oststeinbeker SV und der zweiten Mannschaft von Eintracht Braunschweig wechselte Sağlam zum Lüneburger SK Hansa, mit welchem er 2014 Meister in der Oberliga Niedersachsen wurde und in die Regionalliga Nord aufstieg. Im Winter 2015 wechselte er zur TuS Dassendorf in die Oberliga Hamburg. Am Ende der Saison wurde die Mannschaft Meister, verzichtete allerdings auf den Aufstieg. Zur Saison 2015/16 wechselte er in die dritte türkische Liga zum Absteiger Manisaspor, wobei der direkte Wiederaufstieg gelang. Nach einer Saison bei Karacabey Belediyespor in der vierten türkischen Liga kehrte er nach Deutschland zurück und schloss sich dem Oberligisten Teutonia 05 an. In der Aufstiegsrunde zur Regionalliga Nord belegte das Team den letzten Platz. Mit dem Lokalrivalen Altona 93 schaffte Sağlam den Aufstieg ein Jahr später. Er verließ den Verein und schloss sich dem Landesligisten VfL Lohbrügge an. 2020 wechselte er zum Wandsbeker TSV Concordia, mit dem er 2022 den Aufstieg in die Regionalliga verpasste.

### Nationalmannschaft (Futsal)
Sağlam ist seit 2018 auf 24 Länderspieleinsätze für die DFB-Futsalnationalmannschaft gekommen.